# Eleccions al Dáil Éireann de novembre de 1982

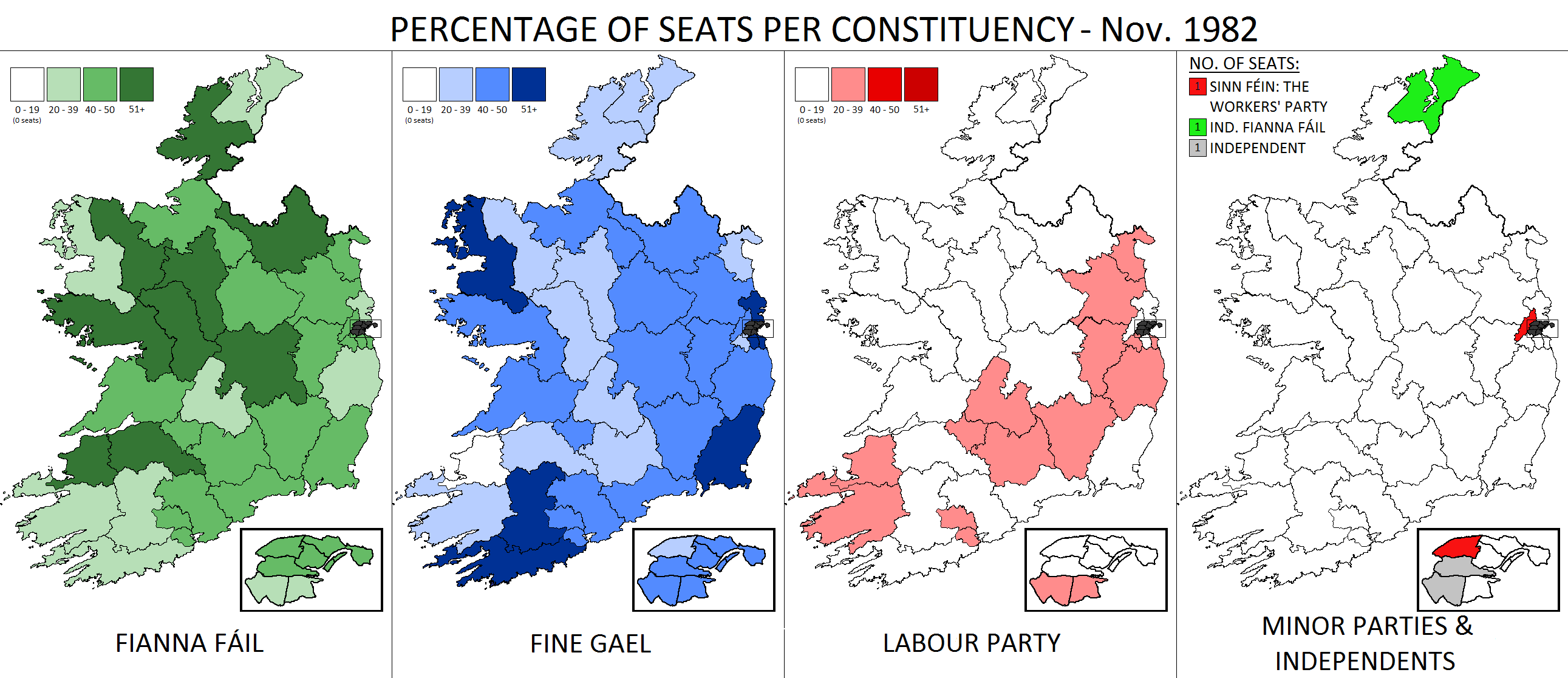
Resultats per circumscripcions i partits

Les eleccions al Dáil Éireann de novembre de 1982 es van celebrar el 24 de novembre de 1982 per a renovar els 166 diputats del Dáil Éireann, convocades quan als sis mesos de les eleccions anteriors es va trencar la coalició de govern. Va guanyar el Fianna Fáil i Charles Haughey va formar un govern de minoria.

## Resultats
| Partit                             | Líder             | Vot popular | %     | Escons |
| Fianna Fáil                        | Charles Haughey   |             | 45,2% | 75     |
| Fine Gael                          | Garret FitzGerald |             | 39,2% | 70     |
| Laborista                          | Dick Spring       |             | 9,4%  | 16     |
| Partit dels Treballadors d'Irlanda | Tomás Mac Giolla  |             | 3,2%  | 2      |
| Independents                       |                   |             | 4,0%  | 2      |